# Bernhardsthal
Bernhardsthal è un comune austriaco di 1 606 abitanti nel distretto di Mistelbach, in Bassa Austria; ha lo status di comune mercato (Marktgemeinde). Il 1º gennaio 1971 ha inglobato i comuni soppressi di Katzelsdorf e Reintal.